# Jewgienij Miszyn
Jewgienij Aleksandrowicz Miszyn (ros. Евгений Александрович Мишин) (ur. 21 lutego 1976 w Otradnoje, zm. 17 sierpnia 2024 w Los Angeles) − profesjonalny rosyjski kulturysta (przynależny do federacji IFBB), trójboista siłowy, model, osobisty trener.

## Życiorys
Wychowywał się w Sankt Petersburgu. Jako dziecko nie uprawiał żadnych sportów, a nawet celowo opuszczał zajęcia wychowania fizycznego. Zamiłowanie do treningów siłowych odnalazł w sobie, gdy w dniu czternastych urodzin przyjaciel zabrał go na siłownię. Już rok później Miszyn uczęszczał na lekcje karate, lecz wkrótce jego prawdziwą pasją została kulturystyka.
Po raz pierwszy wziął udział w zawodach kulturystycznych w 1994 w rodzimym Sankt Petersburgu; w lidze juniorów uplasował się wówczas na pozycji czwartej. W 1995 ponownie uczestniczył w podobnych zmaganiach, tym razem zajął jednak trzecie miejsce w kategorii juniorów, a miejsce drugie w kategorii ogólnej mężczyzn. Coraz wyższe okupowane przez siebie lokacje mobilizowały go do działania, przez co konsekwentnie zwiększał swoją masę. Zaczął także trenować trójbój siłowy, a następnie konkurować i w tej dziedzinie sportu.
W maju 1998 wystąpił podczas zawodów kulturystycznych w Sankt Petersburgu raz jeszcze, plasując się na pozycji piątej w kategorii wagowej superciężkiej. Zaledwie tydzień później brał udział w zmaganiach na szczeblu ogólnonarodowym i ostatecznie objął ósmą pozycję.
Szczególne sukcesy w kulturystyce zaczął odnosić na przełomie tysiącleci. Był mistrzem Europy oraz trzykrotnym mistrzem Rosji w tejże dziedzinie sportu. W 2010, bez powodzenia, debiutował w prestiżowych zawodach Mr. Olympia.
Miszyn zamieszkał w Los Angeles. Pracował jako fotomodel i trener osobisty, występował również w filmach. W 1998 został absolwentem Uniwersytetu w Petersburgu. W latach 1998–2003 trudnił się również zawodem męskiego striptizera.
Zmarł nagle w wielu 48 lat, w Los Angeles.

## Warunki fizyczne
- wzrost: 188 cm
- waga w sezonie: 132 kg
- waga poza sezonem: 159 kg

## Osiągi kulturystyczne (wybór)
- 1998:
  - Russian Nationals Championships − VIII m-ce
- 2002:
  - European Amateur Championships − federacja IFBB, kategoria ciężka − I m-ce
  - Championship of Russia − I m-ce (wiosna)
  - Championship of Russia − I m-ce (jesień)
  - Championship of Russia − I m-ce (podsumowanie roku)
- 2003:
  - Night of Champions − fed. IFBB − XX m-ce
- 2004:
  - Night of Champions − fed. IFBB − XIX m-ce
- 2006:
  - Colorado Pro Championships − fed. IFBB − XVII m-ce
  - Ironman Pro Invitational − fed. IFBB − XVII m-ce
  - New York Pro Championships − fed. IFBB − XVIII m-ce
  - San Francisco Pro Invitational − fed. IFBB − XVII m-ce
- 2007:
  - Atlantic City Pro − fed. IFBB − poza czołówką
  - Europa Supershow − fed. IFBB, kat. "open" − VI m-ce
- 2008:
  - Europa Supershow − fed. IFBB, kat. "open" − poza czołówką
  - Houston Pro Invitational − fed. IFBB − X m-ce
  - New York Pro Championships − fed. IFBB, kat. "open" − XV m-ce
  - Tampa Bay Pro − fed. IFBB, kat. "open" − poza czołówką
- 2009:
  - Ironman Pro Invitational − fed. IFBB − poza czołówką
  - New York Pro Championships − fed. IFBB, kat. "open" − VIII m-ce
- 2010:
  - New York Pro Championships − fed. IFBB, kat. "open" − VI m-ce
  - Mr. Olympia − fed. IFBB − XVII m-ce
  - Orlando Show of Champions − fed. IFBB, kat. "open" − III m-ce

## Osiągi w trójboju siłowym (wybór)
- 1995:
  - Championship of Russia of Powerlifting − I m-ce
- 1997:
  - International Championship of Powerlifting − II m-ce
  - Championship of Russia of Powerlifting − I m-ce